# 小行星133243
小行星133243（133243 Essen）是一颗绕太阳运转的小行星，为主小行星带小行星。该小行星于2003年9月发现。
該小行星以德國的城市埃森命名。

## 轨道参数
小行星133243的轨道半长轴为388 669 552 km（2.5980585 UA），离心率为0.049。